# النی فوررا
 النی فوررا (به انگلیسی: Eleni Foureira) (زاده ۷ مارس ۱۹۸۷) خوانندهٔ یونانی است.
او با ترانه آتش نماینده قبرس در یوروویژن ۲۰۱۸ بود و به مقام دوم دست یافت